# Ceratothoa imbricata
Ceratothoa imbricata är en kräftdjursart som först beskrevs av Fabricius 1775.  Ceratothoa imbricata ingår i släktet Ceratothoa och familjen Cymothoidae. Inga underarter finns listade i Catalogue of Life.